# Tipula (Savtshenkia) hartigiana
Tipula (Savtshenkia) hartigiana is een tweevleugelige uit de familie langpootmuggen (Tipulidae). De soort komt voor in het Palearctisch gebied.